# Erdgeist (Zeitschrift)
Erdgeist. Illustrierte Halbmonatsschrift war eine Wiener Kunst- und Literaturzeitschrift, von 1906 bis 1908 erschien sie unter dem Titel »Moderne Revue« im Stil der Secession, von 1908 bis 1909 firmierte sie unter dem Namen »Erdgeist«. Erster Herausgeber war Hugo Victor Eisenschiml, ab dem dritten Jahrgang (1908) gab sie der Schriftsteller Gustav Eugen Diehl (1883–1931) heraus. Neben Eisenschiml fungierten noch Josco Schubert und Ludwig Abels als Redakteure. Die Zeitschrift erschien halbmonatlich bei der Wiener Verlagsbuchhandlung Carl Konegen von Ernst Stülpnagel, ab Oktober 1908 wöchentlich im Erdgeist-Verlag.

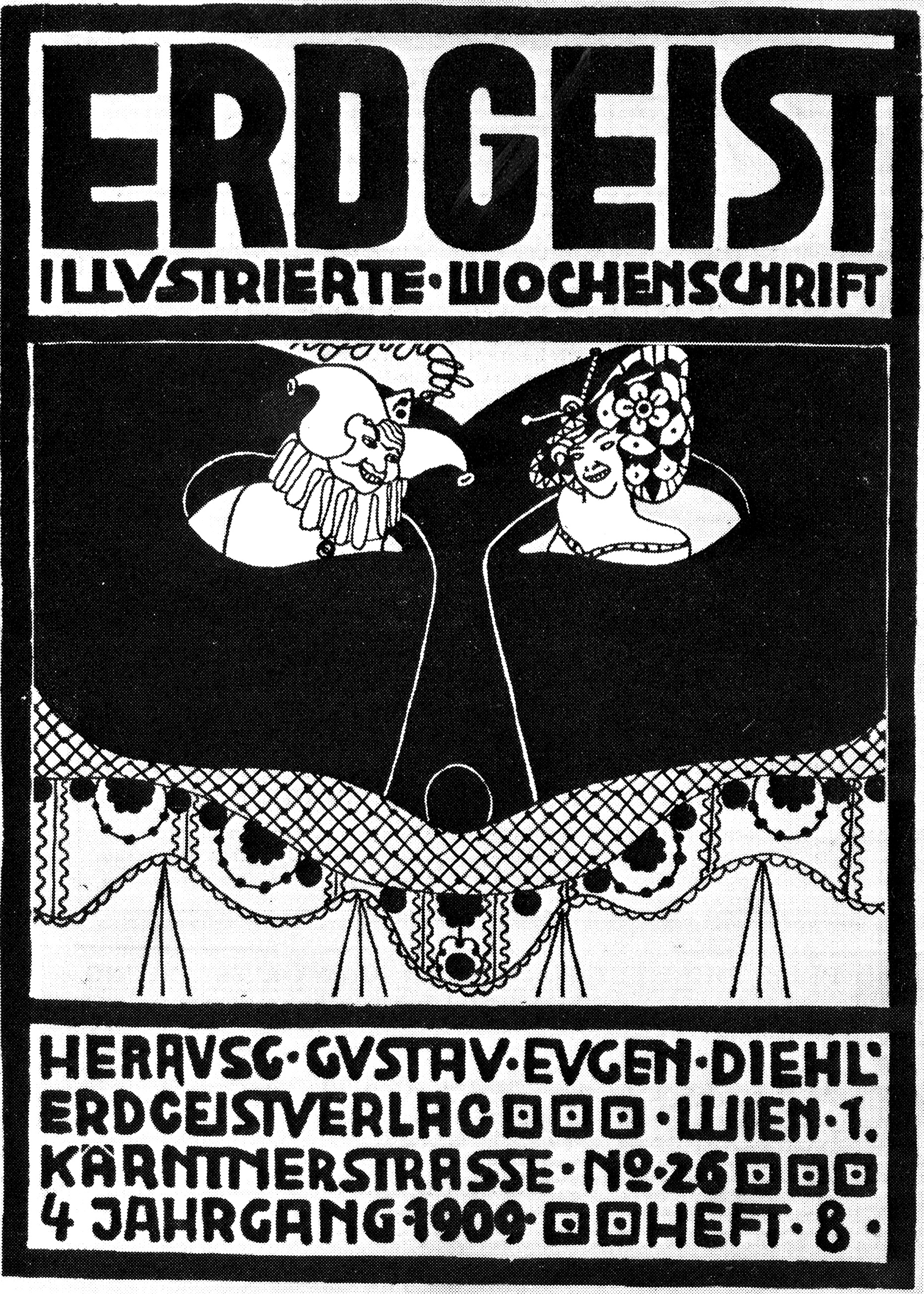
Umschlag von Heft 8-1909